# Río Grande (Chepu)
El río Grande es un curso natural de agua que fluye en la isla de Chiloé, en la Región de Los Lagos de Chile. El río es formativo del cauce principal de la cuenca del río Chepu.

## Trayecto
El río nace en la confluencia del río Coluco con el río Butalcura y tras corto trayecto se une con el río Puntra para formar el río Chepu que desemboca en el océano Pacífico.

## Caudal y régimen
Las cuencas de la isla de Chiloé y las circundantes son escencialmente de régimen pluvial y de carácter exorreico.: 42 

## Historia
Luis Risopatrón lo describe en su Diccionario Jeográfico de Chile: 360 
Grande (Rio) 42° 15' 73° 57'. Se forma por los rios Putalcura i Coluco, corre hácia el N, se junta con el rio Puntra, que viene del E i forma el Chepu. 126, 1904, p. 498; i 156.